# 薛伯
薛伯，春秋时代諸侯國薛国君主，任姓，因为是伯爵，所以都可以称之为薛伯。《春秋》单称薛伯的一位国君（？—前663年），名字不详。鲁庄公三十一年（前663年）夏四月，薛伯去世。当年鲁国在薛国筑台。。 